# Меоло
Меоло (итал. Meolo, вен. Mégolo) — коммуна в Италии, располагается в провинции Венеция области Венеция.
Население составляет 6415 человек (на 2004 г.), плотность населения составляет 233 чел./км². Занимает площадь 27 км². Почтовый индекс — 30020. Телефонный код — 0421.
Покровителем коммуны почитается святой Иоанн Креститель. Праздник ежегодно празднуется 24 июня.